# Waukon Junction
Waukon Junction est une communauté non constituée en municipalité, du comté d'Allamakee en Iowa, aux États-Unis.
La ville est construite lors de la création de la ligne de chemin de fer dans la région.